# 星際爭霸戰：發現號集數列表
《星際爭霸戰：發現號》（英語：Star Trek: Discovery）是由布萊恩·富勒和艾力克斯·寇茲曼為串流媒體CBS通路全開（後來更名為派拉蒙+）創作的美國電視連續劇。本劇2017年推出，是第七部《星艦迷航記》系列，也是自《星際爭霸戰：星艦前傳》於2005年結束以來的第一部。本劇的時間大約發生在《星際爭霸戰》事件的十年前，並跟隨聯邦星艦發現號的船員展開新的冒險。
截至2021年1月7日，《星際爭霸戰：發現號》已發布42集，第三季已完結。已於2020年10月正式續訂第四季，並將於2021年在派拉蒙+首播。

## 總覽
| 季數 | 集数 | 集数 | 上線日期       | 上線日期       | 上線日期    |
| 季數 | 集数 | 集数 | 首映           | 季终           | 电视网      |
| ---- | ---- | ---- | -------------- | -------------- | ----------- |
| 1    | 15   | 9    | 2017年9月24日  | 2017年11月12日 | CBS通路全開 |
| 1    | 15   | 6    | 2018年1月7日   | 2018年2月11日  | CBS通路全開 |
| 2    | 14   | 14   | 2019年1月17日  | 2019年4月18日  | CBS通路全開 |
| 3    | 13   | 13   | 2020年10月15日 | 2021年1月7日   | CBS通路全開 |
| 4    | 13   | 13   | 2021年11月18日 | 2022年3月17日  | 派拉蒙+     |
| 5    | 10   | 10   | 2024年4月4日   | 2024年5月30日  | 派拉蒙+     |

## 集數

### 第一季（2017–2018年）
| 總集數 | 集數 （季） | 標題                                             | 導演              | 編劇 | 上線日期       |
| --- | ----------- | ------------------------------------------------ | ----------------- | --- | -------------- |
| 1 | 1           | The Vulcan Hello                                 | 大衛·塞梅爾       | 故事 ：布萊恩·富勒 ＆ 艾力克斯·寇茲曼 劇本 ：阿奇瓦·高斯曼 ＆ 布萊恩·富勒                               | 2017年9月24日  |
| 聯邦星艦“神舟號”（NCC-1227）在星際聯邦領空邊緣的聯星附近調查損壞的衛星，此時船員發現了一個被繼電器遮擋的物體。在大副麥珂·伯翰自願調查該物體後，她發現了一個古老的雕刻船隻。後來她被一個克林貢人襲擊，在試圖逃跑時不小心殺死了他。一群克林貢人哀悼他們被稱為“繼承者”的士兵的死亡，然後被流放的沃克自願接替他的位置。由塔庫夫馬領導的克林貢人在一艘可隱形的船上現身。塔庫夫馬向他的追隨者宣揚聯邦企圖篡奪克林貢人的身分和他們的文化，並計劃通過聯合24個偉大的克林貢家族來實現一個古老的預言，就像凱勒斯曾經做過的那樣。沃克啟動了一個召喚克林貢領導人的信號。伯翰不顧一切地阻止戰爭，試圖先向克林貢人開火，這違背了菲莉帕·喬吉歐艦長的意願。伯翰也因抗命被捕。 |             |                                                  |                   | |                |
| 2 | 2           | Battle at the Binary Stars                       | 亞當·凱恩         | 故事 ：布萊恩·富勒 劇本 ：葛蕾琴·J·貝格 ＆ 亞倫·哈伯茲                                                  | 2017年9月24日  |
| 塔庫夫馬說服了大多數克林貢領導人，他可以帶領他們戰勝聯邦，因為神舟號的增援部隊到來了。喬吉歐提出和平解決局勢，但克林貢人立即開火。星際艦隊上將布萊特·安德森到達並再次向克林貢人提倡和平，塔庫夫馬表面假裝接受和平提議，另一方面卻派一艘隱形的的克林貢船艦撞毀安德森上將的聯邦星艦“歐羅巴號”（NCC-1648）。安德森只能讓他的船艦啟動自毀裝置，與克林貢艦挺同歸於盡。星際艦隊撤退，讓克林貢人收集他們的死者。在神舟號的殘骸中，伯翰在她的監護人沙瑞克通過心靈感應的鼓勵下逃離了她的牢房。她說服喬吉歐試圖俘虜塔庫夫馬，他們透過將炸藥和克林貢人的屍體一起送入他的船上來分散注意力。兩人一起登上這艘船，伯翰擊敗了沃克。而喬吉歐試圖抓住塔庫夫馬，但被對方殺死。塔庫夫馬隨即被伯翰射殺，她來不及帶走喬吉歐的屍體就被傳送回神舟號。沃克承諾塔庫夫馬的遺產將繼續存在。伯翰後來因抗命被判處終身監禁。 |             |                                                  |                   | |                |
| 3 | 3           | Context Is for Kings                             | 阿奇瓦·高斯曼     | 故事 ：布萊恩·富勒 ＆ 葛蕾琴·J·貝格 ＆ 亞倫·哈伯茲 劇本 ：葛蕾琴·J·貝格 ＆ 亞倫·哈伯茲 ＆ 克雷格·斯威尼 | 2017年10月1日  |
| 伯翰認罪抗命，被判處終生監禁。6個月後，伯翰被轉送至泰倫星系（Tellun），不料梭機遭遇GS54有機體的攻擊而故障；伯翰被聯邦星艦“發現號”（NCC-1031）被拯救，薩魯則擔任該艦大副。發現號艦長加百列·洛卡要求伯翰協助一場科學實驗。伯翰無意間聽到發現號科學官保羅·斯塔麥在和同事討論另一艘星艦的“培植實驗”。不久，洛卡接獲通報；表示發現號姊妹船-聯邦星艦“格蘭號”（NCC-1030）發生事故，全員罹難。洛卡指派一支登艦小隊(包含伯翰和斯塔麥)前往調查。小隊發現格蘭號船員的屍體皆扭曲變形，更有一群克林貢人被不明生物殘殺。洛卡指派伯翰為發現號船員，儘管後者正在服刑；並表示先前梭機意外皆為他的安排。洛卡希望伯翰協助他研發一種“孢子驅動系統”，該技術可讓星艦瞬間移動至任何已知的宇宙，並藉此結束戰爭。此外，洛卡將格蘭號上的不明生物關押在實驗室。                                                          |             |                                                  |                   | |                |
| 4 | 4           | The Butcher's Knife Cares Not for the Lamb's Cry | 奧拉德頓·歐森山米 | 傑西·亞歷山大 ＆ 亞倫·艾利柯·萊特                                                                       | 2017年10月8日  |
| 伯翰被指派研究該生物，來自格倫星系（Glenn）的一種太空緩步動物，以研發武器。發現號接獲任務，要求其前往科文2號（Corvan II）聯邦殖民地，該星球的二鋰礦場遭克林貢人襲擊。洛卡要求斯塔麥利用孢子驅動系統跳躍至目的地；但由於技術缺陷，發現號差點跳躍至一顆恆星中。洛卡派遣安全官蘭德莉來監督伯翰的研究進度。蘭德莉試圖麻醉緩步動物以切下其爪子，反被對方殺死。伯翰認為緩步動物的攻擊性是出於防衛本能，並認為孢子能與其共生。斯塔麥和伯翰將緩步動物傳送至孢子驅動系統，成功啟動導航。發現號跳躍至科文2號，成功擊退克林貢人。此外，柯爾成功接管塔庫夫馬的手下和船艦，並將沃克放逐至神舟號殘骸。羅瑞爾暗中幫助沃克，保證能讓他重返塔庫夫馬的王位。 |             |                                                  |                   | |                |
| 5 | 5           | Choose Your Pain                                 | 李·蘿絲           | 故事 ：葛蕾琴·J·貝格 ＆ 亞倫·哈伯茲 ＆ 肯普·鮑爾斯 劇本 ：肯普·鮑爾斯                                   | 2017年10月15日 |
| 經過一個月的成功操作，洛卡奉命保護孢子驅動系統，直到它可以復製到其他星際艦隊的艦艇上。當他返回發現號時，遭到克林貢人俘虜。伯翰越來越擔心驅動系統對緩步動物造成的損失。伯翰與斯塔麥的合作夥伴、醫療官休·考博一起說服斯塔麥找到運行驅動系統的替代方法。洛卡和星際艦隊軍官艾許·泰勒和人類罪犯哈里·穆德被囚禁在一起，在討論中洛卡透露，他在早先的戰鬥中殺死了他的全體船員，以使他們免受克林貢人的折磨，但自己逃脫了。洛卡受到羅瑞爾的折磨，羅瑞爾想知道發現號新旅行方式背後的秘密，但洛卡和泰勒在克林貢人學到任何東西之前逃走了。為了逃離克林貢人所需的最後一次跳躍，洛卡和泰勒在機上，斯塔麥使用緩步動物的DNA連接到自己的孢子驅動系統。後來，伯翰釋放了緩步動物，而斯塔麥的倒影並沒有離開鏡子。                                                                                                  |             |                                                  |                   | |                |
| 6 | 6           | Lethe                                            | 道格·阿尼歐寇斯基 | 喬·蒙諾斯琪 ＆ 泰德·沙利文                                                                              | 2017年10月22日 |
| 瓦肯駐聯邦大使沙瑞克在與叛亂的克林貢家族達成和平協議的途中，被一個“邏輯激進分子”試圖暗殺他時受傷。伯翰察覺到了這一點，洛卡同意營救沙瑞克。卡崔娜·康韋爾上將質疑這個決定以及洛卡一直在做出的其他決定。伯翰和她的室友、學員希薇亞·堤利和泰勒一起乘坐梭機尋找沙瑞克。伯翰試圖與沙瑞克的思想建立聯繫，並發現他記得她申請瓦肯遠征小隊被拒絕的時間。她得知瓦肯人只接納沙瑞克的一個孩子，他選擇了他的半瓦肯人兒子史巴克。史巴克最終選擇加入星際艦隊，這讓沙瑞克的決定變得徒勞。伯翰成功幫助他恢復意識並啟動定位訊號。洛卡和康韋爾發生性關係，但她對他的偏執行為感到擔憂，並計劃解除他對發現號的指揮權。由於沙瑞克無法與克林貢人會面，康韋爾接替了他的位置；然而，和談實際上是一個陷阱，克林貢人殺了主持會議的巨蟹四星長老（elder of Cancri 4）和康韋爾的手下，她也被俘虜。                           |             |                                                  |                   | |                |
| 7 | 7           | Magic to Make the Sanest Man Go Mad              | 大衛·M·巴瑞特     | 亞倫·艾利柯·萊特 ＆ 傑西·亞歷山大                                                                       | 2017年10月29日 |
| 在參加船員聚會時，伯翰和泰勒被叫到艦橋上處理發現號遇到的瀕臨滅絕的太空生物戈瑪甘德（gormagander）。當這個生物被傳送到船上時，它的身體裡被發現藏著一個人：哈里·穆德。他計劃殺死洛卡並將這艘船賣給克林貢人，為了報復洛卡之前在克林貢運囚船上拋棄他。但當穆德被抓住時，他反而炸毀了這艘船。時間回到更早的派對，伯翰和泰勒再次被召喚到橋上。這次他們被斯塔麥攔截，他知道由於自己身上有緩步動物的DNA，他們處於時間迴圈中。在無數次循環中，斯塔麥與伯翰和泰勒合作尋找問題的解決方案，而穆德每次都在他的計劃中更進一步。他們最終說服穆德他贏了，他結束了時間迴圈。在準備迎接克林貢人的登艦派對時，穆德遇到了他“心愛的”史黛拉和她的父親，他從他們那裡偷了她的嫁妝。他們帶走了穆德。斯塔麥向伯翰和泰勒透露，在其中一個時間循環中，他們一起跳舞並親吻。                                                 |             |                                                  |                   | |                |
| 8 | 8           | Si Vis Pacem, Para Bellum                        | 約翰·S·史考特     | 克絲汀·拜爾                                                                                             | 2017年11月5日  |
| 發現號前往協助聯邦星艦“蓋加林號”（NCC-1309），但仍然無法阻止一艘擁有隱形技術的克林貢船艦摧毀這艘星艦。伯翰、泰勒和薩魯迫切希望找到一種即使在這些飛船處於隱形狀態時也能探測到它們的方法，他們被派往帕沃星（Pahvo），這是一個看似無人居住的星球，帶有一個天然存在的水晶傳訊塔，可將該行星的振動頻率散播到太空。他們希望使用傳訊塔調整帕沃星的電磁頻率，改造成能夠探測到隱形克林貢船艦的聲納。他們發現帕沃居然有本土的生命體居住著，這讓薩魯對和平有了更高的理解，他試圖迫使伯翰和泰勒永遠留在這個星球上。伯翰擊退了薩魯並廣播新訊號。然而，帕沃生命體也調整了與克林貢人聯繫的訊號，希望結束戰爭。柯爾在判處羅瑞爾死刑後收到訊號：她曾試圖幫助康韋爾逃跑以換取柯爾的保護，導致羅瑞爾似乎殺死了康韋爾以試圖挽回柯爾的面子。                                                                       |             |                                                  |                   | |                |
| 9 | 9           | Into the Forest I Go                             | 克里斯·伯恩       | 金寶妍 ＆ 艾莉卡·里波德                                                                                 | 2017年11月12日 |
| 洛卡接到命令要在克林貢星艦死亡號（Sarcophagus）到達之前逃跑，但他不服從命令以保護帕沃島上的生命形式，同時提高他們發現隱形船艦的機會。當死亡號到達時，泰勒和伯翰傳送到他們的船上並安裝感應器，這將有助於創建一種算法來檢測隱形船艦。他們找到了與羅瑞爾藏在一起還活著的康韋爾上將，但遇到後者讓泰勒想起因遭受的酷刑和侵犯而產生恐懼。洛卡讓斯塔麥進行133次微跳躍，以提供感應器的3D讀數，而伯翰則透過挑戰柯爾來分散他的注意力。雖然跳躍已經完成，但對斯塔麥並非沒有創傷。當算法被計算出來時，伯翰、泰勒、康韋爾和羅瑞爾（希望叛逃）被傳送回發現號，光子魚雷摧毀了死亡號也殺死了柯爾。斯塔麥自願再跳一次到安全的地方，但他告訴洛卡這將是他的最後一次跳躍。然而，洛爾卡改變了坐標，他們跳到了一個被克林貢船隻碎片包圍的未知目的地。                                                                |             |                                                  |                   | |                |
| 10 | 10          | Despite Yourself                                 | 強納森·佛萊克     | 肖恩·科克倫                                                                                             | 2018年1月7日   |
| 發現號的船員們確定他們已經到達了一個平行的鏡像宇宙，斯塔麥現在失去知覺，無法為孢子驅動系統提供動力。泰勒與羅瑞爾對質，她試圖用語言暗示來觸發他內心的某些東西，儘管他對此進行了反擊。從一艘失事的克林貢船艦的資料核心中，他們了解到這個宇宙由人類特倫帝國（Terran Empire）統治，他們正在與包括克林貢人和瓦肯人在內的叛軍種族進行戰鬥。在這裡，伯翰是帝國旗艦神舟號（ISS Shenzhou）的前艦長，在逃亡的洛爾卡襲擊後被推定死亡。帝國旗艦發現號（ISS Discovery）由希薇亞·堤利的同行擔任艦長，所以她和船員們假裝是他們的鏡像的自己。他們把伯翰和洛卡傳送到神舟號，藉口是伯翰自從她被推定死亡以來一直在追捕洛卡，現在已經抓住了他。泰勒陪伴他們，在他第一次殺死考博之後，他告訴泰勒他似乎已經接受了重大的手術改造。在神舟號上，洛卡在伯翰負責指揮時受到折磨。                                         |             |                                                  |                   | |                |
| 11 | 11          | 內在狼性 The Wolf Inside                         | T·J·史考特        | 麗莎·藍道夫                                                                                             | 2018年1月14日  |
| 帝國旗艦神舟號得到了叛軍領導人的坐標，並接到了將他們全部殺死的命令。伯翰和泰勒自己作為登陸先遣隊前往該處，但反而向叛軍投降，希望了解這個宇宙的克林貢人是如何學會與其他種族合作的；他們發現鏡像沃克是領導人。伯翰提議在他們的基地被摧毀之前給叛軍組織時間逃跑，鏡像沙瑞克確認她在連接到她的思想後可以信任。聽沃克說話會觸發泰勒的編程，他必須自我克制。回到船上，他向伯翰透露，他現在知道自己曾經是沃克，並且他接受了手術以利用人類外表來滲透進星際艦隊。泰勒隨後被判處死刑傳送進太空中，然後他被聯邦星艦發現號接走。薩魯和堤利囚禁了他，因為早些時候發現了考博的屍體，而似乎未能使用孢子治癒斯塔麥。伯翰因沒有立即殺死叛軍領導人而受到皇帝—鏡像喬吉歐譴責。 |             |                                                  |                   | |                |
| 12 | 12          | 狂妄的野心 Vaulting Ambition                     | 哈妮兒·M·考佩珀   | 喬登·納迪諾                                                                                             | 2018年1月21日  |
| 伯翰和洛卡被召喚到帝國旗艦“卡戎號”（ISS Charon）。喬吉歐將洛卡傳送到一個折磨人的懲罰器（agonizer），並與伯翰共進晚餐。斯塔麥發現自己處於菌絲體網路中，並擁有鏡子對應物的意識，得知該網路已被鏡像斯塔麥的實驗破壞。斯塔麥遇到了考博的表像並接受了他的失敗，然後醒來發現他的菌絲體作物被感染了。喬吉歐哀嘆讓洛卡成為伯翰的父親形象，結果兩人墜入愛河並密謀推翻她。她計劃處決伯翰，伯翰揭示了來自另一個宇宙的真相，解釋他們是如何穿越的。喬吉歐用孢子驅動系統的示意圖交換了有關在宇宙之間穿越的替代方法的訊息，這讓伯翰意識到她所知道的洛卡實際上來自鏡像宇宙，並且一直在操縱事件以接近她然後回到鏡像宇宙。同時，洛卡從懲罰器中逃脫。 |             |                                                  |                   | |                |
| 13 | 13          | What's Past is Prologue                          | 奧拉德頓·歐森山米 | 泰德·沙利文                                                                                             | 2018年1月28日  |
| 洛卡釋放了他的舊船員，他們在他失踪後一直受到折磨，並且在鏡像斯塔麥的幫助下，他們能夠殺死那些忠於喬吉歐的人並篡奪她的王位。喬吉歐躲藏起來，而伯翰也逃避追捕並聯繫了發現號。他們同意了一項計劃，其中伯翰降低了來自菌絲體網路的能量球體周圍的防護力場。然後，發現號將抵達摧毀球體，引發的爆炸可以提供能量讓他們進入菌絲體網路，然後斯塔麥可以用孢子驅動系統將他們導航回家。喬吉歐同意幫助伯翰，他們攻擊洛卡的小隊。被伯翰拒絕並擊敗的洛卡被喬吉歐殺死，喬吉歐提出犧牲自己讓伯翰逃脫。後者在傳送到發現號時帶著喬吉歐和她一起離開，而卡戎號因球體爆炸被摧毀。回到他們自己的宇宙之後，發現號船員得知他們抵達的時間是當初離開的九個月後。此時，克林貢人幾乎贏得了戰爭。 |             |                                                  |                   | |                |
| 14 | 14          | 內外交戰 The War Without, The War Within         | 大衛·所羅門       | 麗莎·藍道夫                                                                                             | 2018年2月4日   |
| 康韋爾和沙瑞克登上發現號，他們解釋說克林貢人的家族仍然分裂，彼此之間互相爭鬥，看看哪一個可以摧毀更多的聯邦資產。星際艦隊在地球之外唯一的安全避難所現在是一號星際基地，他們在康韋爾接管指揮權的情況下用曲速前往那裡。在羅瑞爾進行緊急手術後，泰勒現在恢復了他的個性，但仍然可以看見沃克的記憶；伯翰無法原諒他作為沃克的行為。船員們發現一號星際基地已經被克林貢人的達戈爾家族征服了，星際艦隊的其餘指揮部撤退以保護地球。喬吉歐告訴伯翰，她在鏡像宇宙中對克林貢人的母星克羅諾斯（Qo'noS）發動突襲，擊敗了他們，康韋爾同意現在複製這一點。為了跳入克林貢領土，斯塔麥地化改造了一顆位於維達星系（Veda）的荒涼衛星德爾塔二號（Delta 2）來種植新的孢子作物，以便他們可以使用孢子驅動系統。喬吉歐告訴沙瑞克和康韋爾她掌握的其他重要訊息，他們讓她扮演喬吉歐艦長領導任務。                           |             |                                                  |                   | |                |
| 15 | 15          | Will You Take My Hand?                           | 阿奇瓦·高斯曼     | 故事 ：阿奇瓦·高斯曼 ＆ 葛蕾琴·J·貝格 ＆ 亞倫·哈伯茲 劇本 ：葛蕾琴·J·貝格 ＆ 亞倫·哈伯茲                | 2018年2月11日  |
| 泰勒建議一架無人機進入克羅諾斯的地下休眠火山系統，秘密地搜索行星尋找目標。發現號跳躍到系統入口附近的一個山洞，喬吉歐、伯翰、堤利和泰勒組成的一群人偽裝成交易員。伯翰發現火山系統是活躍的，而 喬吉歐的“無人機”是一個空投炸彈。伯翰與康韋爾對質，康韋爾承認在活火山中引爆炸彈將消滅克羅諾斯上的所有生命，贏得戰爭。伯翰堅持星際艦隊不會犯下種族滅絕罪，並說服伯翰放棄引爆器以換取她的自由。他們將引爆器交給了 羅瑞爾，後者利用大規模毀滅性的威脅將克林貢人的家族團結在她的領導下並結束了戰爭。發現號船員被譽為英雄，伯翰獲得了全面赦免並恢復了司令官的軍銜。泰勒選擇留在羅瑞爾身邊。當發現號轉向瓦肯星去接新艦長時，它收到了來自聯邦星艦“企業號”（NCC-1701）派克艦長的求救訊號。 |             |                                                  |                   | |                |

### 第二季（2019年）
| 16 | 1    | 兄弟 Brother                             | 艾力克斯·寇茲曼   | 泰德·沙利文 ＆ 葛雷琴·J·柏格 ＆ 亞倫·哈伯茨                                                          | 2019年1月17日 |
| 在聯星戰役期間加百列·洛卡背叛船員後，聯邦星艦“發現號”（NCC-1031）在前往瓦肯星迎接新艦長的途中，收到了來自聯邦星艦“企業號”（NCC-1701）的求救訊號。克里斯多福·派克艦長接過發現號的緊急指揮權，解釋說企業號在調查分散在銀河系中的七個神秘信號時遭受了災難性的破壞。自那以後，六個訊號消失了，當發現號到達其位置時，第七個訊號也消失了。機組人員在一顆由非重子物質組成的小行星上發現了原本以為在戰爭期間被摧毀的聯邦星艦“海華沙號”（NCC-815）的殘骸。在裡面，他們發現工程師潔特·李諾正在照顧最後的倖存者。麥珂·伯翰指揮官在小行星上看到了一個“紅天使”，她造訪企業號以搜尋她的胞兄史巴克的宿舍，派克透露現在是史巴克的星際艦隊休假期。她從他的個人日誌中發現了一份文件，描述了他從小就收到的七個信號的惡夢。 |      |                                          |                   | |               |
| 17 | 2    | 新伊甸園 New Eden                        | 強納森·佛瑞克     | 劇本創作 ：阿奇瓦·高斯曼 ＆ 西恩·科赫蘭 故事構思 ：沃恩·威爾默特 ＆ 西恩·科赫蘭                      | 2019年1月24日 |
| 伯翰與派克艦長對質史巴克最後一條記錄時，她知道了史巴克自己要求去精神病院並不讓星際艦隊去通知他的家人。發現號偵測到另一個信號，並用孢子驅動系統跳躍到第二像限，發現一個未知但有人類居住的行星特拉雷茲（Terralysium）。該信號之後經過估算，是從2053年第三次世界大戰爆發以來不斷地重覆發出，持續了200年之久。伯翰與派克艦長一隊前往星球表面，並找到一個原始社會，而且其有一個將幾個信仰合併的宗教。當探測隊進行調查時，一個奇異能量爆發導致滅性的輻射產出。堤利之後聽從一位醫療官的建議後，提取她們之前小行星碎片來解決該災難。但堤利卻發現該醫療官五年前就過世了。派克艦長用了一個電池換了當年的人由地球來到這個星球的頭盔，他回到發現號後分析頭盔上的攝影鏡頭，看到了伯翰見到的紅天使。 |      |                                          |                   | |               |
| 18 | 3    | 光點 Point of Light                      | 奧拉德頓·歐森山米 | 安德魯·科爾維爾                                                                                      | 2019年1月31日 |
| 史巴克的母親亞曼達·葛雷森登上了發現號，並帶了一些她從精神病院偷來有關史巴克的醫療紀錄。當發現到史巴克殺害了三個醫生後，派克艦長立即指示伯翰去解密所有偷來的檔案。亞曼達發現到其中一個文件上有紅天使的畫像，而這些畫是史巴克小時候所畫的。伯翰之後向亞曼達坦白指自己很內疚因為為了保護史巴克，傷透他的心來與他分開，以免遭瓦肯的邏輯激進分子傷害。同時，在克羅諾斯，克林贡家族領袖柯夏威脅要殺了泰勒和羅瑞爾，只因他們秘密產子及菲莉帕·喬吉歐的幫助。為了鞏固權力，羅瑞爾假裝在眾目睽睽之下殺死了泰勒及她自己親生的嬰兒。但其實喬吉歐將孩子送到了一個安全的修道院，並讓泰勒成為31區一員。伯翰發現提利所謂她的舊已故同學梅的幻象，其實是她體內一個寄生外星生物所造的。商量之後，斯塔麥則用暗物質來成功捉出該寄生物。 |      |                                          |                   | |               |
| 19 | 4    | 冥河之歐寶 An Obol for Charon            | 李·蘿絲           | 劇本創作 ：喬登·納迪諾 ＆ 葛雷琴·J·柏格 ＆ 亞倫·哈伯茨 故事構思 ：艾倫·B·麥爾羅伊 ＆ 安德魯·科爾維爾 | 2019年2月7日  |
| 一個有智慧小行星大的球型生命體突然將發現號從曲速拉出並令它動彈不能。船員皆推測該球體是友善的，而且收集了大量有關整個銀河系的歷史。但是，該球體卻引發了薩魯的瓦哈萊（Vahar'ai），一種水魔族臨死會出現的情況。之後，該球體傳回了很多珍貴的資料後就死去，也放開了發現號。薩魯經歷瓦哈萊後意外地發現他不論情感上，還是身體上能力都比之前要更強。在同一時間，堤利與斯塔麥嘗試與真菌寄生外星物溝通，卻不幸被其附上右手手臂。寄生外星物怒訴其實是發現號每次用菌絲體網路來跳躍空間時都會破壞牠們的生態環境。然後，寄生外星物就帶走堤利去到另一個空間。 |      |                                          |                   | |               |
| 20 | 5    | 不完美的聖徒 Saints of Imperfection      | 大衛·M·巴瑞特     | 克絲汀·拜爾                                                                                          | 2019年2月14日 |
| 當斯塔麥與伯翰認為堤利被帶入菌絲體網路時，發現號找到了史巴克的梭機，但機上只有喬吉歐。31区的領導人里蘭德派了泰勒在發現號上作為聯絡官。堤利同一時間與梅困在菌絲體網路。梅請求她去解決一隻傷害他們世界的怪物。因為網路會吞噬外來物，所以發現號用了一個半跳躍形式進入到網路來爭取時間營救堤利。斯塔麥與伯翰發現所謂的怪物其實是考博。他蓋上了一些對孢子有害的樹皮來保護自己。但是因為考博的身體是用網路內的能量重製的，他無法直接跟伯翰她們回到發現號。最後伯翰說服了梅用她傳送堤利的方法，用傳送繭來傳回考博到他原本的空間再回到發現號上。 |      |                                          |                   | |               |
| 21 | 6    | 雷聲 The Sound of Thunder                | 道格·阿尼歐寇斯基 | 金寶妍 ＆ 埃里卡·利波德特                                                                            | 2019年2月21日 |
| 又有另一神秘的信號引導發現號去薩魯的母星卡米納（Kaminar）。薩魯與伯翰兩個傳送到地面並遇到了薩魯的祭司妹妹瑟拉娜。水魔族的掠食者巴伍（Ba'ul）很快就發現他們，瑟拉娜要他們盡快返回他們的船艦。巴伍要求派克艦長交回薩魯，但他拒絕。薩魯則傳送自己去到巴伍那裡。當薩魯和他的妹妹去到巴伍的基地時，堤利與艾芮婭嘗試從球體得到的資料分析有什麼可用的東西。她們找到原來水魔族是曾經是卡米納星球的強者，甚至差不多消滅了所有巴伍。她們推測出巴伍要殺水魔族是防止他們觸發瓦哈萊狀態，免除後患。派克艦長巧用了巴伍科技，使所有的水魔族都觸發瓦哈萊。巴伍為了報復而用監視水魔族村落的戒備之眼來準備大屠殺。發現號援救的過程中，紅天使突然出現，並解除了巴伍的軍事系統。薩魯的妹妹回到族人身邊，希望為他們找到一個與巴伍共存的方法。而薩魯回到發現號後則告訴派克艦長他那敏銳視力見到的紅天使，是一個有著極先進科技並穿著機械裝甲的人型物體。 |      |                                          |                   | |               |
| 22 | 7    | 光與影 Light and Shadows                 | 瑪爾塔·坎寧安     | 劇本創作 ：泰德·沙利文 ＆ 沃恩·威爾默特 故事構思 ：泰德·沙利文                                       | 2019年2月28日 |
| 發現號在研究卡米納上空的紅天使信號時遇到了時空異常（time anomaly）。派克和泰勒駕駛一艘梭機去調查異常情況，並向異常中心點發送了探測器。但是那個探測器很快就攻擊了他們，且得到未來技術的升級，並使用他們梭機的電腦系統秘密感染艾芮婭。他們在斯塔麥的幫助下摧毀了它，因為他接觸菌絲體網路使他能夠忽略異常中的時間差異。與此同時，伯翰在繼續尋找史巴克的同時拜訪了瓦肯星。面對亞曼達，伯翰得知她一直在隱藏處於心理困擾中的史巴克，他重複著短語和一系列數字。他的父親沙瑞克指示伯翰相信星際艦隊，並將史巴克帶到31區以修復他的思想。31區的醫生聲稱他們可以幫助他，但喬吉歐警告她，史巴克將無法在31區計劃對他使用的記憶提取器中存活下來。喬吉歐之後連同伯翰演戲，假裝在戰鬥中被打敗，讓伯翰和史巴克逃離31區。 |      |                                          |                   | |               |
| 23 | 8    | 若記憶適用 If Memory Serves              | T·J·史考特        | 丹·德沃金 ＆ 傑·貝堤                                                                                 | 2019年3月7日  |
| 此前，企業號造訪了行星塔洛斯四號（Talos IV），派克和史巴克在那裡遇到了塔洛斯人，他們可以創造令人難以置信的幻覺。派克愛上了受塔洛斯人照顧的受傷聯邦船員薇娜，但她無法離開星球生存，而派克則選擇返回企業號。星際艦隊被禁止以後造訪塔洛斯四號 現在，伯翰和史巴克秘密前往塔洛斯四號，塔洛斯人在那裡治癒了史巴克的心靈，以換取伯翰對史巴克的情感傷痕的記憶。後者透露，他與紅天使進行了思想融合，紅天使是一名時間旅行者，試圖在未來避免一場銀河災難。 斯塔麥試圖與正在經歷身份危機的考博重新建立關係。考博與泰勒對質，但意識到他正在經歷類似的危機。在塔洛斯人通過心靈感應投射史巴克和伯翰的幻像以分散注意力後，發現號接收了史巴克和伯翰，以幫助薇娜聯繫派克艦長。發現號及其船員現在成了星際艦隊的通緝犯逃跑中。 |      |                                          |                   | |               |
| 24 | 9    | 代達羅斯計劃 Project Daedalus            | 強納森·佛瑞克     | 蜜雪兒·帕拉迪斯                                                                                      | 2019年3月14日 |
| 星際艦隊上將卡崔娜·康韋爾秘密登上發現號審問史巴克，並帶來了史巴克謀殺三名醫生的錄影片段。薩魯發現31區使用全息影像偽造了該影片，康威爾將發現號引導到31區總部，那裡保存著星際艦隊的人工智慧“指揮部”（control）。指揮部是偽造影片的幕後黑手，並一直在指揮31區追捕史巴克。伯翰、安全官萳和艾芮婭進入總部，發現包括31區領導帕塔上將在內的人員，皆在指揮部關閉生命維持系統後死亡，長達兩星期。艾芮婭的任務是將指揮部恢復到星際艦隊的預期效果。儘管如此，她攜帶的來自未來的病毒是指揮部本身，而且試圖將球體的所有人工智慧知識上傳到指揮部的資料庫中。艾芮婭要求在指揮部獲得它想要的知識之前將其彈射到太空中，而伯翰也在為時已晚之前這樣做了。艾芮婭在系統故障之前重溫了她最喜歡的記憶。 |      |                                          |                   | |               |
| 25 | 10   | 紅天使 The Red Angel                     | 哈妮兒・考佩珀    | 克里斯·西爾維斯特里 ＆ 安東尼·馬蘭維爾                                                               | 2019年3月21日 |
| 發現號全體船員為艾芮婭舉行葬禮，許多船員都發表了演講。堤利在幫艾芮婭抹除神經系統的過程中發現了一組代碼，它是一個由數位寄生蟲植入的檔案—“代達羅斯計畫”，檔案裡的紅天使生物神經特徵與伯翰吻合。里蘭德透露，20年前當31區在與克林貢人的時空軍備競賽中發展了代達羅斯計畫，並建造了紅天使裝備服，而伯翰的父母也參與了該計劃（當時里蘭德的粗心大意導致了他們的死亡）。他們現在計劃用伯翰作為紅天使的誘餌。發現號前往代達羅斯計畫的測試場之一伊索夫四號（Iso VII），那裡有足夠的氘來製造電漿反應器，為他們的鑑相器提供動力。在紅天使出現之前，伯翰一直被留在該星球有毒的大氣中。里蘭德的31區船艦可以用引力光束（tractor beam）關閉紅天使後面的蟲洞，以阻止未來的人工智慧跟隨她通過。在此過程中，里蘭德用來撤銷安全緩衝以關閉蟲洞的視網膜掃描儀遭到未來人工智慧的入侵，他被雷射攻擊但仍然活著。最終計劃奏效，紅天使出現並複活了暫時死去的伯翰，然後被困在鑑相器中，伯翰認出眼前這個人是她以為已經死去的母親。 |      |                                          |                   | |               |
| 26 | 11   | 無限永久 Perpetual Infinity              | 瑪雅·維爾維洛     | 艾倫·B·麥爾羅伊 ＆ 布蘭登·舒爾茨                                                                     | 2019年3月28日 |
| 多年前，當伯翰家的實驗室遭到克林貢人的襲擊時，伯翰的母親穿上了時間旅行裝，想要回到過去的一個小時，並警告他們這次襲擊。相反地，她到了950年之後的未來，發現所有感知生物都被指揮部消滅了。伯翰博士將自己當作錨點拴在附近的行星上，進行了840多次改變未來的嘗試，包括將人類轉移到她的星球特拉雷茲，以測試自己如何改變歷史。為了阻止指揮部獲取球體的資料，伯翰博士負責發現號的穿越路徑。現在，發現號的工作人員計劃將資料上傳到服裝中，並將其發送到指揮部無法前往的未來，同時將伯翰博士留在現在的時間，但指揮部附身的里蘭德攔截了他們的下載。喬吉歐和泰勒與里蘭德對峙，泰勒受了重傷，但還能夠警告發現號。機組人員被迫切斷傳輸，並將伯翰博士釋放回未來，而現在她的服裝已損壞。被指揮部控制的里蘭德帶著一半的球體資料逃走了。 |      |                                          |                   | |               |
| 27 | 12   | 通過影之谷 Through the Valley of Shadows | 道格·阿尼歐寇斯基 | 金寶妍 ＆ 埃里卡·利波德特                                                                            | 2019年4月4日  |
| 一個新的信號出現在布拉斯（Boreth），這是一個克林貢人的聖地，也是克林貢修道院所在的地方，院內的僧侶們守衛著時間水晶（time crystal）。泰勒和羅瑞爾留下他們的兒子由這些僧侶撫養。派克艦長前往修道院取回時間水晶時，發現兒子現在已經成年名叫提納維克（Tenavik），是一名時間守護者。提納維克解釋說布拉斯上的生活受到水晶的影響，如果派克拿走它，他將無法改變水晶向他展示的未來。派克看到了他的未來在一次意外中嚴重殘疾，但還是選擇拿走水晶來換取更大的福祉。與此同時，伯翰和史巴克調查了一艘比平常晚十分鐘回報登記的31區船艦，發現所有船員都死了，只有卡姆蘭・甘特（Kamran Gant）活下來，他是以前神舟號的戰術官，不過甘特已經被指揮部附身並試圖掌管伯翰。史巴克用磁力阻止了指揮部，然後他們逃回發現號。隨後31區艦隊很快便到達，在無路可退的情況下，派克艦長被迫下令摧毀發現號，讓指揮部無法取得球體的資料。 |      |                                          |                   | |               |
| 2829 | 1314 | 甜蜜的悲傷 Such Sweet Sorrow             | 奧拉德頓·歐森山米 | 蜜雪兒·帕拉迪斯 ＆ 珍妮·盧米特 ＆ 艾力克斯·寇茲曼                                                    | 2019年4月11日 |
| 2829 | 1314 | 甜蜜的悲傷 Such Sweet Sorrow             | 奧拉德頓·歐森山米 | 蜜雪兒·帕拉迪斯 ＆ 珍妮·盧米特 ＆ 艾力克斯·寇茲曼                                                    | 2019年4月18日 |
| 上集：發現號逃脫並與企業號會合，發現號全體船員都撤離到企業號上。同時，他們開始在企業號啟動發現號的自毀裝置，但球體資料已經與發現號的系統融合並阻止了自毀裝置，它還可以升起護盾防禦光子魚雷。伯翰提議使用時間水晶帶著發現號穿越蟲洞到指揮部無法到達的未來，並計劃穿著她母親的裝備服複製品來引導星艦。派克同意並恢復對企業號的指揮以讓指揮部分心。一個新的信號出現，將發現號和企業號帶到了行星札西亞（Xahea），該星球由堤利的朋友米哈妮·伊卡·哈莉·卡波皇后（Me Hani Ika Hali Ka Po）統治。作為一名出色的工程師，波幫助斯塔麥、堤利和李諾為旅程準備了裝備服和時間水晶。發現號的一些船員選擇伯納姆一起留在船艦上，喬吉歐也是如此，而派克則讓薩魯擔任代理艦長。當31區的艦隊到達時，發現號和企業號準備好戰鬥，而裝備服和時間水晶也已完成。 下集：泰勒回到克林貢艦隊以協助戰鬥，而瑟拉娜在收到薩魯的告別訊息後與巴伍戰士一起抵達。斯塔麥受了重傷，由考博照顧。一枚31區船艦發射的光子魚雷在沒有引爆的情況下穿透了企業號，但在封鎖周圍區域後，二次引爆殺死了康威爾上將。被指揮部控制的里蘭德登上發現號，並在喬吉歐磁化他體內的奈米粒子時被擊敗，從而摧毀了31區的艦隊。在裝備服中，伯翰穿越到過去並設定了導致他們走到這一步的五個信號。然後，她為發現號設定了第六個信號，隨著她前往900多年後的未來，並向史巴克承諾在他們到達時會設定第七個信號。企業號告訴星際艦隊，發現號在戰鬥中被摧毀，並被命令永遠不要再提起它或船員否則會觸犯叛國罪（在史巴克的建議下，以防止發生像指揮部一樣的事件發生）。泰勒被任命為31區的司令官。幾個月後，企業號在開始新的冒險時偵測到第七個信號。 |      |                                          |                   | |               |

### 第三季（2020–2021年）
| 30 | 1   | 希望就是你（上） That Hope Is You, Part 1 | 奧拉德頓·歐森山米 | 蜜雪兒·帕拉迪斯 ＆ 珍妮·盧米特 ＆ 艾力克斯·寇茲曼                                  | 2020年10月15日 |
| 麥珂·伯翰前往未來以保護球體資料庫免受“指揮部”（一種注定要毀滅所有生命的人工智慧）的影響，她抵達3188年並得知生命存在於這個未來，這也代表她成功了。伯翰飛出蟲洞時撞上了克利夫蘭·布克的船，他是一名運送被盜貨物的信差。布克解釋說，在一次名為“大烈火”（The Burn）的事件中，銀河系的大部分二鋰晶體爆炸，摧毀了包括大部分星際艦隊在內的許多船艦，星際聯邦不久後也隨之瓦解。現在銀河系已經不再受聯邦的管轄。伯翰幫助布克保護他的貨物，一種瀕臨滅絕的傳送蟲（trance worm），把牠從其他信差手中帶到庇護所。作為交換，布克將伯翰帶到一個看似廢棄的星際聯邦中繼站，在那裡他們找到了阿迪塔·薩西（Aditya Sahil），一位“星際聯邦聯絡官”在等待他們。他雖然不是正式的星際聯邦軍官，但是一直希望有一天會有聯邦軍官來到這裡尋求幫助。伯翰委託他擔任代理通訊官，但是他無法找到與伯翰一起前往未來的發現號。 |     |                                           |                   |                                                                                    |                |
| 31 | 2   | 遠離家園 Far From Home                    | 奧拉德頓·歐森山米 | 蜜雪兒·帕拉迪斯 ＆ 珍妮·盧米特 ＆ 艾力克斯·寇茲曼                                  | 2020年10月22日 |
| 聯邦星艦“發現號”（NCC-1031）迫降在冰川上。強大的撞擊力使船身受損嚴重，許多系統皆無法正常運作，其中包括舵手綺拉·德特默在內的許多船員也受傷。代理艦長薩魯決定在探索外面的世界之前先修好發現號，但得知他們缺少完成修理編譯器所需的銣冰晶體。 薩魯和少尉希薇亞·堤利前往附近的一個定居地獲取他們需要的資源，並發現一群貧窮的柯利丹人礦工正受到一位名叫薩勒的信差的壓迫。礦工們使用可程式化物質創造出的銣冰晶體來修復編譯器，以換取船艦上的一些二鋰晶體，這將使他們能夠離開星球並逃離薩勒。然而，薩勒到達那裡並襲擊了這群人，殺死了一名礦工並計劃拿走發現號上所有的二鋰晶體。菲莉帕·喬吉歐違反薩魯的命令到達現場並阻止了薩勒，同時也制伏他的手下。趕在太陽下山前，他們帶著修復好的編譯器返回發現號，但冰川的寄生冰已經包附了整艘船艦，無法順利起飛。所幸伯翰及時到達，在布克的船艦用引力光束的幫助下解救了他們。 |     |                                           |                   |                                                                                    |                |
| 32 | 3   | 地球人 People of Earth                    | 強納森·佛瑞克     | 金寶妍 ＆ 埃里卡·利波德特                                                          | 2020年10月29日 |
| 由於代理通訊官薩西無法在3188年找到發現號，抵達未來的這一年中，伯翰成為一名信差並與布克合作。她靠著運送貨物換取二離晶體，探索各個星區，尋找有關“大烈火”事發原因的線索。她找到了桑納·塔爾上將來自地球的傳輸訊息，但無法利用有限的二鋰到達那裡。一年後的未來發現號抵達，伯翰找到了他們。薩魯成為新艦長，伯翰提議將發現號的二鋰晶體儲存在布克的隱形船上，且為了安全起見必須將船停在發現號的梭機庫。之後發現號使用孢子驅動系統前往地球，但發現地球不再是聯邦的一部分，而是由地球聯合防禦聯盟（United Earth Defense Force）治理。聯盟的調查人員登上發現號並解釋說塔爾已經死了。突然他們遭到了一直以來聯盟試圖摧毀的二鋰土匪襲擊，直到伯翰和布克欺騙了土匪，抓住了他們的首領維恩，原來他是泰坦星上的倖存者。在維恩與地球聯合防禦聯盟艦長恩多耶的談判中，雙方意識到可以互相幫助，防止未來再度產生衝突。一位名叫阿迪菈的年輕調查員透露，她是塔爾與崔爾人共生體（symbiont）的宿主，並且與塔爾的記憶連結在一起，這也使關於星際聯邦的線索又有了新的希望。 |     |                                           |                   |                                                                                    |                |
| 33 | 4   | 勿忘我 Forget Me Not                      | 哈妮兒・考佩珀    | 艾倫·B·麥爾羅伊 ＆ 克里斯·西爾維斯泰瑞 ＆ 安東尼·馬蘭維爾                          | 2020年11月5日  |
| 34 | 5   | 至死方休 Die Trying                       | 瑪雅·維爾維洛     | 劇本創作 ：詹姆斯·達夫 ＆ 西恩·科赫蘭 故事構思 ：西恩·科赫蘭                       | 2020年11月12日 |
| 阿迪菈使用桑納的記憶，引導發現號前往星際艦隊總部。星際艦隊總指揮官查爾斯·范斯上將要求伯翰、薩魯和阿迪菈前往基地，阿迪菈被帶走進行醫學檢測。范斯通知薩魯和伯翰，在研究他們的船時，船員將接受約談和重新分發，薩魯同意了，希望贏得星際艦隊的信任。伯翰意識到星際艦隊正在應對一場健康危機，一群奇利人（Kili）在厄納星（Urna）感染了錯誤摺疊蛋白質，而產生了食物中毒現象，為此需要取得聯邦種子庫船“提可夫號”（NCC-1067-M）上面的種子樣本，並合成解毒劑來拯救他們的性命。因此伯翰獲得了范斯的批准，可以讓發現號的船員使用孢子驅動系統前往那裡並取回種子樣本。不過發現號傳送到提克夫號的座標之後，發現船卡在離子風暴當中，於是使用引力光束將其拉出風暴。伯翰與考博以及萳登船，他們發現船上除了亞提斯博士（Doctor Attis）之外，其他人都已經死了。經過調查後得知，原來這艘船之前曾遭遇日冕物質拋射，博士也因此受到重傷。在眾人勸說之下，博士不願離開接受治療，而安全官萳與他一樣都是巴爾贊人（Barzan），萳也決定留在提可夫號以確保博士和他的家人得到適當的埋葬，並讓星際聯邦的歷史可以延續下去。發現號帶著種子樣本返回星際艦隊，順利地救回奇利人。任務結束後，范斯同意發現號船員可以繼續在一起，但他們之後必須聽他的命令才能行動。 |     |                                           |                   |                                                                                    |                |
| 35 | 6   | 拾荒者 Scavengers                         | 道格·阿尼歐寇斯基 | 安妮·科菲爾·桑德斯                                                                 | 2020年11月19日 |
| 發現號利用未來技術進行了許多優化，包括了內部系統升級、融合可程式化物質、引擎艙分離增加機動性和提升飛行效能。范斯在會議上派遣其他星際艦隊在剩餘的聯邦空間執行各種任務，但由於亞格斯星（Argeth）現在處於黃色警戒，而翡翠之鏈（Emerald Chain）可能會在12小時之內對該星球有所行動，所以他命令發現號為任何快速反應任務做好準備，必要時會需要使用孢子驅動系統前往支援。另一方面，布克的船帶著他三週前的訊息抵達總部，訊息中表示他有一項新發現，他在弘豪星（Hunhau）上找到一艘在“大烈火”中被摧毀的星際艦隊的黑盒子。伯翰相信她可以用這個黑盒子追踪“大烈火”的起源，但薩魯命令她留在發現號上，以防范斯需要他們。伯翰同意了，但隨後不服從命令，私底下與喬吉歐乘坐布克的船去找他。到了弘豪星後，喬吉歐假裝以二鋰晶體為代價讓負責人允許他們登陸，他說這個星球是一座私人回收場，也是奧薩拉的地盤。喬吉歐偽裝成買家尋找24世紀末的自封螺栓，來分散負責人的注意力，同時伯翰也找到了布克。在發現號上，堤利發現伯翰不見了，她與薩魯艦長討論過後，決定把這件事告訴范斯上將，以免整艘船的船員受到伯翰連累。阿迪菈為孢子驅動系統進行了改良，讓斯塔麥不再需要利用分流器，取而代之的是有量子轉換器功能的奈米膠。此時在弘豪星上，伯翰與布克為回收場工作的工人們準備了逃脫計畫，在成功取得邊界電網的控制器後，讓工人們登上運輸艦離開，布克也把黑盒子交給伯翰。當他們回來時，伯翰因不服從命令而受到范斯上將的訓斥。薩魯撤除伯翰的大副一職作為懲處，她未來只能以科學官的身分活動。 |     |                                           |                   |                                                                                    |                |
| 36 | 7   | 聯合三號 Unification III                  | 約翰·杜德科夫斯基 | 克絲汀·拜爾                                                                        | 2020年11月26日 |
| 伯翰和堤利在研究了幾個黑盒子後，發現這些星艦不是在同一時間毀於“大烈火”的，彼此之間有著百萬分之幾微秒的時間差。她也在搜尋聯邦資料庫時，發現一個名為“SB-19”實驗計畫，相信它可以找到“大烈火”的起源。這個計畫是由已經統一的瓦肯人和羅慕倫人在尼瓦星（Ni'Var）（以前的瓦肯星）上開發的，目的在於發展一種可以讓星艦瞬間移動到數千光年之外的系統，與發現號的孢子驅動系統類似。不過這現新技術最終因尼瓦科學家們認為其太危險，而下令終止，但這個系統在當時被認為是最有希望的二鋰晶體替代品，所以星際聯邦下令繼續進行這項計畫。而尼瓦人也因此認為“大烈火”的發生是聯邦的責任，並在一百多年前脫離了聯邦。范斯上將相信伯翰可以說服他們，因為是她的兄弟史巴克開啟了瓦肯人和羅慕蘭人的統一進程。發現號隨即前往尼瓦星，但是尼瓦星總統崔林娜拒絕讓伯翰取得“SB-19”計畫的資料，伯翰決定引用特卡恩克法則（T'Kal-in-ket），此法則是一種思辨過程，旨在發掘最深刻的真理。她必須在尼瓦審判團前面為自己的科學主張辯護，剛好辯護士是她的母親嘉貝麗，嘉貝麗被送回未來的伊索夫四號，當地的居民將她帶去羅慕倫人的奎瓦米拉（Qowat Milat）教派接受治療，她後來便加入了該教派成為了修女。辯論過程中，嘉貝麗讓伯翰直接面對自己的意圖和對命運的困惑感，導致伯翰決定撤回請求並退出審判。尼瓦總統崔林娜對此印象深刻，決定向伯翰提供“SB-19”計畫的資料。與此同時，薩魯任命堤利為他的代理大副，她的內心一度猶豫不決，但在船員們的鼓勵之下便毅然地接受了。 |     |                                           |                   |                                                                                    |                |
| 37 | 8   | 庇護所 The Sanctuary                      | 強納森·佛瑞克     | 肯尼思·林 ＆ 布蘭登·舒爾茨                                                         | 2020年12月3日  |
| 布克突然收到兄弟卡辛在母星奎江（Kwejian）傳來的求救訊號。他說他們的家鄉正受到翡翠之鏈的威脅，這是一個由安多利人和獵戶人組成，並由獵戶人奧薩拉（Osyraa）領導的聯盟。由於“大烈火”引起的潮汐變化，奎江星的作物通通被從海裡冒出來的海蝗蟲摧毀。卡辛與奧薩拉達成協議以換取驅蟲劑，代價是要幫助她獵殺傳送蟲，這導致了布克和卡辛之間的裂痕。伯翰讓布克請求聯邦協助，聯邦也知道翡翠之鏈的行為，表示該聯盟透過向未達到曲速文明的星球提供科技達到控制的目的，但接受幫助的星球最終都會面臨文明崩潰的下場。薩魯建議以發現號可以用觀察員的身分前往奎江星作為宣示聯邦的存在。發現號利用孢子驅動系統來到奎江星，伯翰與布克登上星球，兩人不久便被卡辛抓走，他向兩人透露奧薩拉要他們交出林恩，一名隨著布克逃出弘豪星的安多利人。此時奧薩拉的星艦鉻綠號也到達，她要求發現號交出林恩，林恩不肯向薩魯透露為何他會被翡翠之鏈通緝，而鉻綠號則開始攻擊奎江星的防禦系統。發現號不想用代表星際聯邦的身分主動與奧薩拉開戰，他們讓舵手德特默與林恩駕駛布克的船進行攻擊，在林恩的幫助之下他們成功破壞了鉻綠號的許多重要結構，奧薩拉在撤退時也揚言要對聯邦進行報復。伯翰提議卡辛和布克利用他們共感者的身分，藉助發現號分離出海蝗蟲的電磁連結並放大該訊號，成功驅趕了奎江星面臨長達一世紀的生命危機。事件之後，林恩向堤利透露，他會被通緝是因為自己知道翡翠之鏈的二鋰晶體儲備也即將枯竭。 另一方面，斯塔麥與阿迪菈分析了尼瓦星的“SB-19”計畫資料，發現“大烈火”的起源來自維魯賓（Verubin）星雲內，而這個星雲中心傳出一個聽起來像是音樂的訊號，他們經過分析解讀後，發現原始訊號是星際聯邦的求救訊號。同時，考博醫生幫喬吉歐進行了身體診斷，她不斷產生昏倒以及閃回的狀況。 |     |                                           |                   |                                                                                    |                |
| 3839 | 910 | 陸地 Terra Firma                          | 奧馬爾・馬德哈    | 故事構思 ：艾倫·B·麥爾羅伊 劇本創作 ：金寶妍 ＆ 埃里卡·利波德特 ＆ 艾倫·B·麥爾羅伊 | 2020年12月10日 |
| 3839 | 910 | 陸地 Terra Firma                          | 克蘿伊·多蒙       | 故事構思 ：卡琳達·瓦絲奎茲 劇本創作 ：金寶妍 ＆ 埃里卡·利波德特 ＆ 艾倫·B·麥爾羅伊 | 2020年12月17日 |
| 上集：考博被一位神秘的星際艦隊探員科維奇拜訪，他解釋了為何時間旅行會讓人生病，人類的分子原本只該在其發源的時間裡運作，由於喬吉歐既穿越時空又來自不同的次元，即鏡像宇宙，在跨越了900多年來到未來後，使主要宇宙與鏡像宇宙越離越遠；但是如果要把人送回原本的宇宙，則會違反時間協約的跨次元置換限制條款，所以喬吉歐現在很可能會死。由於發現號的電腦已經增加了人工智慧球體的資料，考博在詢問電腦之後得到了解決方法，就是可以透過前往無人居住的行星達努斯五號（Dannus V）來拯救喬吉歐。阿迪菈利用演算法辨識“SB-19”資料的求救訊號來源，得知受困於星雲當中的船艦KSF基耶斯號（KSF Khi'eth），是一艘水魔族的研究船。而訊號是在一百年前船墜毀時發出的，這個時間比”大烈火”發生還早了幾年。在達努斯五號中，喬吉歐和伯翰遇到了一個名叫卡爾的神秘人物，他將喬吉歐帶到一扇門前，告訴她跨過那扇門才能得救。意外的是，當她跨越門之後發現自己回到了她擔任特倫帝國皇帝時的鏡像宇宙，而自己身處帝國旗艦發現號上。喬吉歐認為她待在主要宇宙發現號的這段時間改變了她的想法，於是她想要利用自己對未來的了解來改變過去發生的事，包括拯救奴隸身分的薩魯和饒恕自己的養女麥珂·伯翰的性命，來為特倫帝國帶來和平。在印地安E星四號（Epsilon Indi IV）的帝國船塢，舉行著帝國旗艦卡戎號的啟用典禮，鏡像斯塔麥在喬吉歐致詞時試圖殺害她，但是被識破他的喬吉歐殺死。喬吉歐馬上將伯翰逮捕，但她第一時間並沒有將背叛的伯翰處死。 下集：這次喬吉歐希望與伯翰一起領導特倫帝國，所以先讓伯翰在懲罰器受到折磨，試圖讓伯翰身心崩潰直到她宣誓重新效忠。喬吉歐向薩魯透露，被稱為瓦哈萊的水魔族生物變化並不代表著生命的盡頭，相反地，它是一個自然的過程，如果薩魯願意的話，這個經歷將使他變得更強大。伯翰終於宣誓效忠於喬吉歐，而且為了向喬吉歐證明自己，主動地把所有參與反叛的船員都殺了來獲得她的信任。不過當喬吉歐決定要追查伯翰的情人加百列·洛卡的下落時，伯翰趁機與部分的船員造反並將她包圍，原來這一切都是詭計。喬吉歐仍想挽回伯翰但雙方失去共識，展開了無法避免的戰鬥，最後喬吉歐還是殺死了她，自己也受到重傷然後在薩魯的懷裡死去。她醒來後發現自己又回到了達努斯五號，卡爾向他們顯露自己的真實身分是永恆守護者，幫助人們穿越時空。他解釋說自己把喬吉歐送回特倫宇宙的目的，並不是為了治好而是為了衡量她，而試圖改變特倫帝國的命運也讓她通過測試了，所以永恆守護者將把她送到一個在兩個宇宙依然互相對應的時空，避免她再度崩潰。喬吉歐在穿越守護者的傳送門之前向伯翰道別，她們了解永遠再也見不到對方。在發現號上，布克希望證明自己的價值，他使用翡翠之鏈的範圍延伸器放大了子空間的訊號，幫助發現號的感應器連接上KSF基耶斯號的系統，成功蒐集船上的資料。最後，許多發現號的船員們聚在一起共同緬懷喬吉歐的離去。 |     |                                           |                   |                                                                                    |                |
| 40 | 11  | 蘇卡 Su'Kal                               | 諾瑪·貝利         | 安妮·科菲爾·桑德斯                                                                 | 2020年12月24日 |
| 發現號跳到維魯賓星雲進行調查，並在星雲內發現了一顆主要由二鋰晶體構成的行星。由於這個星雲具有游離輻射且帶有放射性，導致發現號的護盾無法承受，薩魯讓布克駕駛他的船前往探測行星上的生命跡象，並將墜毀船艦的座標傳回發現號。他們向范斯上將報告，認為該生命這可能是星艦上一位科學家艾莎醫生的孩子。薩魯、伯翰和考博組成派遣隊傳送到這個星球，讓大副堤利指揮發現號。在這個星球上，派遣隊發現自己處於科學家設計的全息影像程式中，而星球上的程式為了撫養和保護孩子，用全息影像改變了他們三個人的外貌。他們找到了名叫蘇卡的孩子，並發現他天生在生理上就可以適應行星和放射性星雲，而派遣隊則遭受輻射中毒。蘇卡還沒準備好面對在影像模擬之外的現實，星球上有一個讓他心煩意亂的怪物，當怪物靠近他時，他為了保護自己便會製造出類似於“大烈火”的能量湧動。一艘由奧薩拉指揮的翡翠之鏈船艦抵達，她要來奪取發現號以及船上的孢子驅動系統。堤利為了不讓奧薩拉得逞，只好命令斯塔麥進行跳躍，同時讓布克駕船飛入星雲找回派遣隊。阿迪菈偷渡上布克的船，並用跟李諾中尉借來的徽章傳送到行星上，以便將輻射藥物帶給派遣隊。布克後來找到了伯翰，但其他人則留在蘇卡身邊，包括考博以及薩魯。當發現號準備跳躍時，奧薩拉與船員們傳送到了船上，制伏了所有船員。他們用神經閘控制斯塔麥進行跳躍，目的地是星際聯邦總部。正當布克與伯翰要回到發現號時，一切都已經為時已晚。 |     |                                           |                   |                                                                                    |                |
| 41 | 12  | 潮起潮落 There Is A Tide...               | 強納森·佛瑞克     | 肯尼思·林                                                                          | 2020年12月31日 |
| 遭到奧薩拉控制的發現號到達星際聯邦的總部，她用干擾器假裝通訊系統受阻，並指揮鉻綠號以輕度火力攻擊發現號，而范斯上將決定讓發現號穿過聯邦的護盾否則船將會撞毀。伯翰和布克使用危險的超曲速網路及時到達聯邦總部，在護盾關閉之前墜毀在發現號上。奧薩拉派薩勒去調查，他抓到了布克，而伯翰則帶著不會被探測到生命跡象的手環偷偷潛入船上。布克和林恩以及其他艦橋船員被扣為人質，斯塔麥被計劃複製發現號的孢子驅動系統的科學家奧瑞里歐審問，他告訴斯塔麥自己有能力可以複製緩步動物的DNA。發現號的其餘船員乘坐梭機被釋放。奧薩拉向范斯提出了聯邦和翡翠之鏈間的停戰條約。他考慮了條約，但堅持讓奧薩拉因她的罪行受審，這對她來說無法接受，於是談判破局。艦橋人員在被捕的布克和林恩的幫助下逃脫。奧薩拉回到發現號上，布克告訴她維魯賓星雲中含有大量的二鋰晶體，前提是她要放過所有人，但奧薩拉仍然殺了林恩，這也讓布克跟奧瑞里歐嚇壞了。伯翰救出了斯塔麥，儘管他希望發現號可以馬上跳躍回星雲中拯救考博、阿迪菈跟薩魯，但伯翰為了阻止奧薩拉抓到斯塔麥，便把他用緊急逃生場彈射出船外，並設立歸航信標讓聯邦將他帶走。同時，剩下的艦橋船員們準備奪回船上的控制權，這時幾個工程機器人23號出現，原來船上的人工智慧球體藏在裡面，它們要幫助船員們奪回發現號。 |     |                                           |                   |                                                                                    |                |
| 42 | 13  | 希望就是你（下） That Hope Is You, Part 2 | 奧拉德頓·歐森山米 | 蜜雪兒·帕拉迪斯                                                                    | 2021年1月7日   |
| 發現號遭到聯邦星艦的圍攻，尼瓦星也派出艦隊前來支援。奧薩拉沒有斯塔麥所以無法使用孢子驅動系統進行跳躍，她先關閉了艦橋船員的生命維持系統，讓他們無法抵達艦橋。伯翰告訴奧薩拉她可以說服范斯上將以及尼瓦星的艦隊撤退，讓他們前往維魯賓星雲。在成功說服後，發現號馬上進入曲速離開。奧薩拉使用神經閘折磨布克，想要逼他說出進出星雲的方式。伯翰趁機將布克救出，她利用偷來的管制員徽章對堤利廣播了暗號，堤利明白了伯翰的計畫，船員們決定前往引擎艙。他們途中因為氧氣不足紛紛倒地，只有奧什昆可以靠著憋氣勉強抵達引擎艙，並將熱化學炸彈放置在連接船艦和引擎艙的超導體之間。爆炸讓發現號打破磁性密封而脫離曲速，其他盟軍因此趕上，但是船馬上被鉻綠號帶走。另一方面，伯翰前往船艦的資料核心，奧薩拉已經在那裡埋伏她了。雙方展開戰鬥，最後伯翰將奧薩拉殺死，並重置了所有的電腦系統。她重新開啟生命維持系統，並將所有翡翠之鏈的管制員（regulator）傳送到太空中，並將輔助動力轉移至護盾。伯翰決定彈射發現號的曲速核心，讓他們脫離鉻綠號。而奧瑞里歐改變主意後，建議布克可以透過他共感者的能力使用孢子驅動系統，然後他們跳回星雲中。在行星上，薩魯幫助蘇卡關閉全息影像程式並讓他接受母親的死，這件事讓他當時痛苦萬分，也是125年前造成“大烈火”的主因。就在船身結構快要瓦解時，發現號及時趕到將他們傳送回船上。薩魯決定照著蘇卡母親的遺願，幫助他在水魔族母星卡米納開始新的生活。伯翰前往聯邦總部時遇到了阿迪塔·薩西，他現在成為了正式的星際聯邦軍官。伯翰的表現得到了范斯上將的讚賞，在獲得他的支持之下成為了發現號艦長。奧薩拉死後翡翠之鏈崩潰，許多行星開始重新加入聯邦，包含崔爾星和尼瓦星。星際聯邦已經找到了開採行星上二鋰晶體的方式，發現號新的任務就是利用孢子驅動技術，將那些二鋰晶體帶給需要的行星。 |     |                                           |                   |                                                                                    |                |

### 第四季（2021-2022年）
第四季的開發已於2020年1月開始。本季的前期製作於8月17日開始 ，拍攝於2020年11月2日開始。拍攝原定於2021年6月10日結束，但由於2019冠状病毒病疫情延後到2021年8月或9月。10月16日，CBS通路全開正式宣布續訂第四季。本季將於2021年底在更名後的串流媒體派拉蒙+上首播。

## 外部連結
- 官方网站
- 《星際爭霸戰：發現號》各集列表 来自互联网电影数据库